# Grieskirchen (huyện)
Bezirk Grieskirchen là một huyện của bang Thượng Áo ở Áo.

## Các đô thị
Các thị xã (Städte) bằng chữ đậm; các phố thị (Marktgemeinden) bằng chữ xiên, các khu ngoại ô, làng và các đơn vị khác của một đô thị được hiển thị bằngchữ nhỏ.
- Aistersheim (786)
- Bad Schallerbach (3287)
- Bruck-Waasen (2302)
- Eschenau im Hausruckkreis (1176)
- Gallspach (2575)
- Gaspoltshofen (3609)
- Geboltskirchen (1412)
- Grieskirchen (4807)
- Haag am Hausruck (2047)
- Heiligenberg (710)
- Hofkirchen an der Trattnach (1510)
- Kallham (2543)
- Kematen am Innbach (1262)
- Meggenhofen (1236)
- Michaelnbach (1232)
- Natternbach (2338)
- Neukirchen am Walde (1686)
- Neumarkt im Hausruckkreis (1447)
- Peuerbach (2234)
- Pollham (915)
- Pötting (541)
- Pram (1840)
- Rottenbach (1009)
- Schlüßlberg (2998)
- Sankt Agatha (2119)
- Sankt Georgen bei Grieskirchen (967)
- Sankt Thomas (460)
- Steegen (1124)
- Taufkirchen an der Trattnach (2093)
- Tollet (871)
- Waizenkirchen (3660)
- Wallern an der Trattnach (2874)
- Weibern (1587)
- Wendling (833)